# Trachygonalia germari
Trachygonalia germari är en insektsart som beskrevs av Victor Antoine Signoret 1853. Trachygonalia germari ingår i släktet Trachygonalia och familjen dvärgstritar. Inga underarter finns listade i Catalogue of Life.